# Cursa de llebrers

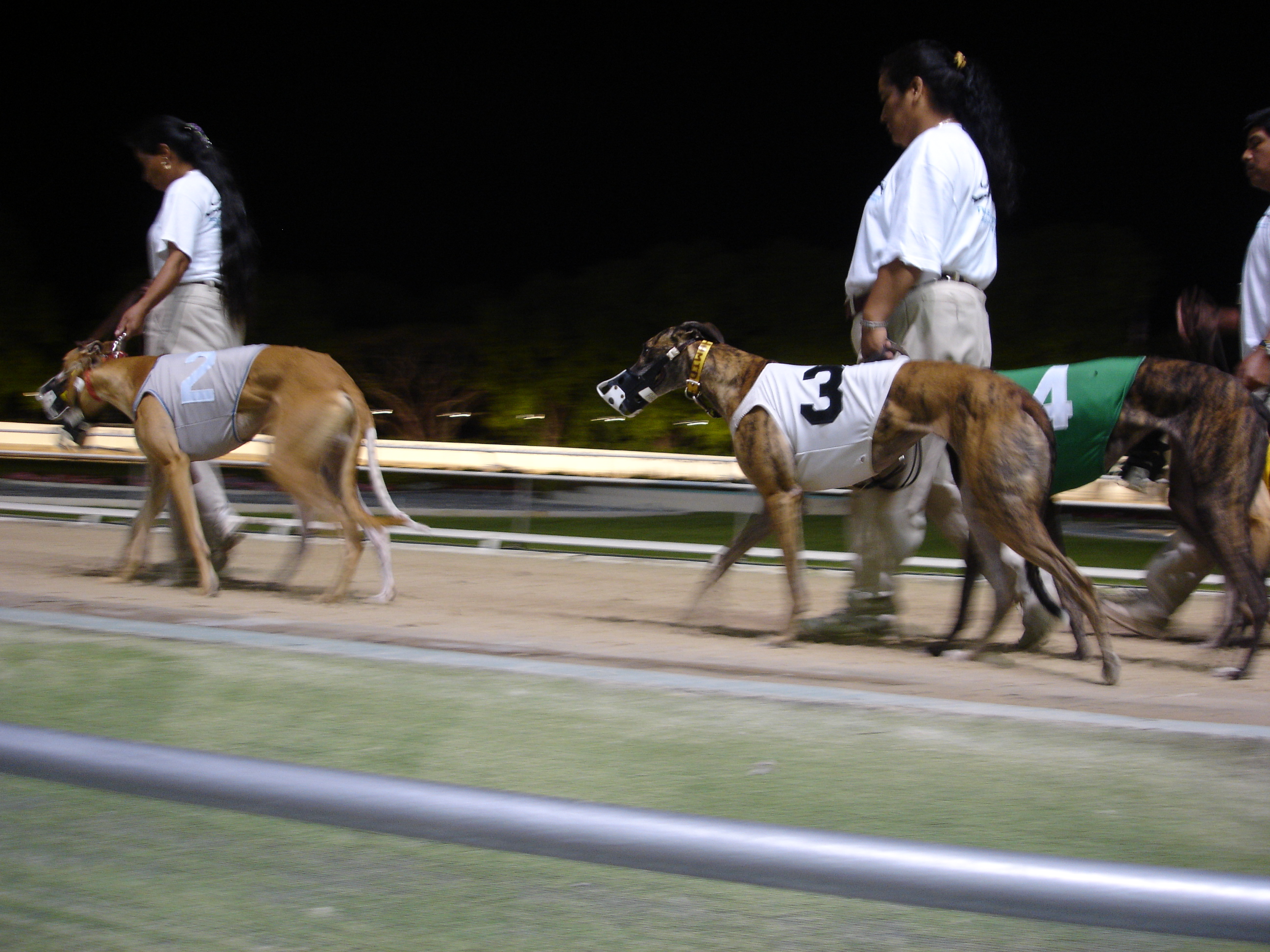
Llebrers abans d'una cursa.

Una cursa de llebrers és una competència entre gossos llebrers. Els gossos corren darrere d'una llebre artificial fins a arribar a la línia. El primer a arribar és el guanyador.
Les curses de llebrers són molt populars en molts països del món. Els animals recorren un circuit ovalat perseguint una llebre artificial. La llebre, que corre per un carril electrificat, va sempre per davant d'ells, i mai poden atrapar-la.
En algunes curses de llebrers es col·loquen a la pista obstacles que els gossos han de saltar. La distància que han de recórrer els llebrers varia des de 210 metres fins a 1100 metres i en elles poden participar fins a vuit animals. Cada gos té un número, porta un morrió lleuger i va vestit amb els colors distintius del propietari. Tots els gossos surten al mateix temps d'uns compartiments independents que s'obren al mateix temps. Quan veuen la llebre, el seu instint els impulsa a córrer darrere seu i comença la cursa.
També hi ha curses de 500 i 800 metres en pista.
Les pistes són rectes, és a dir una recta de 500 o bé de 800 metres rulada, per la qual corren els gossos de curses.
En aquestes competicions participen els gossos de raça anglesa, o també anomenats anglesos.
Que són gossos d'un gran esprint però amb poca resistència.

## Història
El primer intent registrat d'una cursa de gossos sobre una pista va ser fet a Hendon (Gal·les) el 1876, però aquest experiment no va ser desenvolupat. L'esport va emergir en la seva forma moderna, amb pistes circulars o ovalades, amb una llebre artificial com a presa i apostes en els Estats Units durant els anys 1920. El 1926 va ser introduït a la Gran Bretanya per un nord-americà, Charles Munn, al costat del major Lyne-Dixon i el brigadier general Critchley. Van fundar l'Associació de Curses de Llebrers i van portar a terme la primera trobada britànica en el Belle Vue de Manchester. L'esport va ser reeixit en ciutats i pobles en tot el Regne Unit i cap a finals del 1927 havien ja quaranta pistes en operació. L'esport va ser especialment atractiu per a audiències de classe obrera masculina, per a qui les ubicacions urbanes de les pistes i les trobades a la tarda eren accessibles, i per patrons i amos de diversos rerefons socials. Les apostes han estat per sempre un ingredient clau de les curses de llebrers.
Igual que molts altres esports, les curses de llebrers van guanyar gran atenció després de la Segona Guerra Mundial.
Les entitats animalistes critiquen aquesta activitat pel que suposa de maltractament dels gossos, i sovint s'han denunciat pràctiques de dopatge o mètodes cruels per afavorir de manera deslleial el triomf de determinats animals per damunt dels altres. Cal no oblidar que les curses van lligades de forma indissociable a les apostes, que mouen sovint quantitats importants de diners. A més, els gossos són habitualment sacrificats un cop passada la seva època de màxim rendiment. Associacions dedicades a rescatar els llebrers amb prou feines aconsegueixen salvar-me una petita part, que se suma a la minoria que són triats com a sementals.